# Тихое (озеро, Сосницкая поселковая община)
Тихое (укр. Тихе) — озеро (старица), расположенное на территории Сосницкой поселковой общины Корюковского района (Черниговская область). Площадь — 0,16 км². Тип общей минерализации — пресное. Происхождение — речное (пойменное). Группа гидрологического режима — сточное.

## География
Длина — 2 км. Ширина средняя — 0,08 км. Глубина наибольшая — 4 м, средняя — 3-4 м. Озеро образовалось вследствие русловых процессов (изменения меандрированного русла) реки Десна. Озеро и его берега являются местом рыболовства и охоты. 
Расположено на левом берегу Десны — восточнее села Малое Устье. Озерная котловина имеет крючковидную вытянутую форму, края которой направлены к реке Десне. Протокой (Спасская Старица) сообщаются с Десной. Южные берега возвышенные, поросшие ивой и ольхой, северные — пологие, укрыты луговой растительностью, местами заболоченные.
Водоём очагами зарастает прибрежной и водной растительностью (тростник обыкновенный, осока). 
Питание смешанное и за счёт водообмена с Десной. Прозрачность воды — до 1 м. Температура воды летом на глубине 0,5 м от поверхности +19,5, +20°C у дна уменьшается до +11, +12,5°C. Дно илисто-песчаное.

## Природа
Водятся плотва, краснопёрка, густера, окунь, лещ. Прибрежные заросли служат местом гнездования птиц (тростниковая камышовка, пастушковые, чёрная болотная крачка, сверчки).